# Церковь Троицы Живоначальной (Торжок)
Це́рковь Тро́ицы Живонача́льной (Да́льняя Тро́ица) — православный храм в Торжке. Расположен на северной окраине города, в бывшем погосте Дальняя Троица (на одноимённой улице). Построен в XVIII веке. Объект культурного наследия регионального значения.

## История
На месте нынешней Троицкой церкви в XVII веке действовал одноимённый мужской монастырь. Согласно грамоте 1668 года от царя Алексея Михайловича, выданной на земли и угодья, за Троицким монастырём было 63 крестьянина. Нынешнее здание церкви взамен старого деревянного построено в 1760 году. В 1765 году монастырь был упразднён, а храм стал приходским, кладбищенским. Название Дальняя Троица распространилось на церковь и бывшую монастырскую слободу в связи с тем, что в центре города была другая Троицкая церковь (не сохранилась), называвшаяся, соответственно, Ближней Троицей. В 1849 году храм обновлён на средства купца Г. В. Мишурина, возведена колокольня, сделан новый иконостас, возобновлены росписи. Храм закрыт в 1930-х гг., использовался под архив совхоза, ненадолго возобновлялись службы в 1950-х гг., вновь был передан Русской православной церкви в 1993 году. С 1990-х гг. началось восстановление храма, организованное художником Евгением Мушкиным.
При церкви находится Троицкое кладбище, где похоронены многие известные горожане. Сохранившиеся ворота и ограда построены в XIX веке. После включения деревни Дальняя Троица в черту города в 1972 году оно было закрыто, многие надгробия были разрушены.

## Архитектура
Церковь и кладбище находятся на высоком холме между Тверцой и Троицким ручьём. Церковь построена в стиле барокко, типа «восьмерик на четверике», завершается шатром. Имеет два тёплых придела.